# Боконогие голотурии
Боконогие голотурии (лат. Elasipodida) — отряд иглокожих из класса голотурий. Очень разнообразны по цвету и форме, у многих есть необычные придатки (у Scotoplanes это шланги, а у Psychropotes один рогообразный вырост).
Среди них встречаются бентосные, так и пелагические организмы (частично пелагический Enypniastes и полностью пелагическая Pelagothuria). Для плавания используются конические выросты, между которыми натянуты перепонки. У Pelagothuria эти придатки длиннее тела.
Почти все они имеют круглое ротовое отверстие на вентральной стороне тела, а также маленькие листовидные щупальца, которыми проталкивают пищу в рот. Однако у Pelagothuria рот расположен не снизу, а прямо на переднем конце тела.

## Классификация
На ноябрь 2021 года в отряд включают 5 семейств, из которых одно вымерло:
- Семейство Elpidiidae Théel, 1882 — Эльпидииды[3]
- Семейство Laetmogonidae Ekman, 1926 — Летмогониды[3]
- † Семейство Palaeolaetmogonidae Reich, 2012
- Семейство Pelagothuriidae Ludwig, 1893 — Пелагические голотурии[3]
- Семейство Psychropotidae Théel, 1882 — Психропотиды[3]